# Jim Backus
Jim Gilmore Backus (ur. 25 lutego 1913, zm. 3 lipca 1989) – amerykański aktor radiowy, głosowy i filmowy.

## Filmografia

### Głosy
- 1948: A-Lad-in His Lamp jako Genie
- 1951: Fuddy Duddy Buddy jako Mr. Magoo
- 1953: Safety Spin jako pan Magoo
- 1958: Gumshoe Magoo jako pan Magoo
- 1959: 1001 Arabian Nights jako Wujek Abdul Azziz Magoo

### Film
- 1949: One Last Fling jako Howard Pritchard
- 1951: Zagadkowa historia jako Mitch Davis
- 1952: Proszę nie pukać jako Peter Jones
- 1955: Buntownik bez powodu jako Frank Stark, ojciec Jima
- 1956: Spotkajmy się w Las Vegas jako Tom Culdane
- 1962: Wspaniały świat braci Grimm jako król (The Dancing Princess)
- 1964: Wyspa Gilligana jako Thurston Howell III
- 1982: Komedia z innego wymiaru jako Prezydent Stanów Zjednoczonych

## Wyróżnienia
Posiada swoją gwiazdę na Hollywoodzkiej Alei Gwiazd.